# Marquefave
Marquefave település Franciaországban, Haute-Garonne megyében. Lakosainak száma 976 fő (2022. január 1.). Marquefave Capens, Carbonne, Lacaugne, Montaut és Montgazin községekkel határos.

## Népesség
A település népességének változása:
| Lakosok száma | 570  | 632  | 772  | 977  | 1008 | 997  | 967  | 956  | 951  | 976  |
|               | 1968 | 1982 | 1990 | 2006 | 2013 | 2015 | 2017 | 2019 | 2020 | 2022 |